# Dimitrie Brătianu

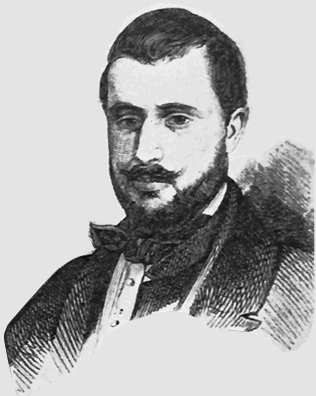
Dimitrie Brătianu

Dimitrie (Dumitru) Constantin Brătianu (* 1818 in Pitești, Fürstentum Walachei, heute: Rumänien; † 4. Juni 1892 in Bukarest) war ein rumänischer Politiker der Nationalliberalen Partei (Partidul Național Liberal), der unter anderem 1881 Ministerpräsident des Königreich Rumänien war.

## Leben

### Studium in Frankreich, Revolution 1848 und Diplomat
Brătianu, Sohn von Constantin „Dincă“ Brătianu, war der jüngere Bruder von Theodor Brătianu (1812–1884) und der ältere Bruder des langjährigen Ministerpräsidenten Ion C. Brătianu sowie Onkel von Ions Söhnen Ion I. C. Brătianu und Vintilă Brătianu, die später ebenfalls das Amt des Ministerpräsidenten bekleideten. Er selbst begann nach dem Besuch des Colegiul Național „Sfântul Sava“ in Bukarest 1835 zunächst ein Studium der Medizin an der Universität von Paris, wechselte aber 1836 zu einem Studium an der École normale supérieure. Während dieser Zeit schloss er sich im August 1839 der Gesellschaft zur Unterricht des rumänischen Volkes (Societatea pentru învățătura poporului român) an und begann schließlich 1841 ein Studium der Rechtswissenschaften an der Universität von Paris. In dieser Zeit besuchte er die Vorlesungen der am Collège de France lehrenden Professoren Jules Michelet und Edgar Quinet und wurde im Dezember 1845 Mitglied der Gesellschaft der rumänischen Studenten von Paris (Societății studenților români de la Paris) sowie im September 1847 der Însocierea Lazariană, die sich für die Förderung der Bildung in den Fürstentümern Moldau und Walachei einsetzte. Während seines Aufenthalts in Frankreich engagierte er sich zudem als Freimaurer und gehörte den Freimaurerlogen L’Athenes des Etranges und La Rose du parfait silence an.
Nach seiner Rückkehr nach Rumänien im April 1848 nahm Brătianu an der rumänischen Revolution von 1848 teil und wurde am 10. Mai 1848 Mitglied des Revolutionskomitees der Großen Walachei. Als solcher führte er als diplomatischer Agent Verhandlungen mit der Regierung von Österreich-Ungarn in Wien und Budapest, ehe er schließlich nach dem Scheitern der Revolution ins Exil ging. Er gehörte zu den Mitgründern des am 11. September 1851 in London gegründeten Zentralen Demokratischen Europäischen Komitees und kehrte 1857 aus dem Exil nach Rumänien zurück, wo er am 24. Januar 1859 Mitglied der Gewählten Versammlung des Fürstentums Walachei wurde. In der Folgezeit war er Abgesandter von Alexandru Ioan Cuza, des ersten Fürsten der Moldau und der Walachei.

### Bukarester Bürgermeister, Minister und Ministerpräsident 1881
Nach der formellen Vereinigung der beiden Fürstentümer Moldau und Walachei zum Fürstentum Rumänien am 24. Dezember 1861, die er nachhaltig unterstützte, wurde er am 1. März 1866 Nachfolger von Constantin Iliescu als Bürgermeister von Bukarest. Dieses Amt hatte er bis zu seiner Ablösung durch Panait Costache am 9. März 1867 inne und fungierte 1866 zugleich als Vizepräsident der Verfassunggebenden Versammlung sowie als Abgesandter von Fürst Carol I., der 1866 Nachfolger Alexandru Ioan Cuzas wurde. In der Regierung von Ministerpräsident Constantin A. Crețulescu bekleidete er zwischen dem 1. März und dem 5. August 1867 das Amt als Minister für Religion und öffentlichen Unterricht (Ministru Cultelor și Instrucțiunii Publice). Zugleich wurde er am 1. März 1867 Landwirtschaftsminister, Handelsminister sowie Minister für öffentliche Arbeiten (Ministerul Lucrărilor Publice) und übte diese Ämter bis zum 13. November 1867 auch in der Regierung von Ministerpräsident Ștefan Golescu aus. Als Vertreter der 1875 gegründeten der National-Liberalen Partei (Partidul Național Liberal) wurde er zunächst Mitglied der Abgeordnetenkammer (Adunarea Deputaților) und danach des Senats (Senatul), ehe er zwischen Oktober 1878 und April 1881 Außerordentlicher Gesandter und Bevollmächtigter Minister im Osmanischen Reich in Konstantinopel war.
Am 10. April 1881 löste Brătianu seinen Bruder Ion C. Brătianu als Ministerpräsidenten (Președinții Consiliului de Miniștri) des am 26. März 1881 proklamierten Königreich Rumänien ab und bekleidete dieses Amt bis zu seiner Ablösung durch Ion C. Brătianu am 8. Juni 1881. In seinem Kabinett übernahm er vom 10. April bis zum 8. Juni 1881 zugleich das Amt des Außenministers (Ministru Afacerilor Externe). Im Anschluss fungierte er zwischen 1881 und 1882 als Präsident der Abgeordnetenkammer.
Brătianu, der vom 17. Juni 1882 bis zum 26. September 1891 Herausgeber der Tageszeitung Națiunea war, gründete nach seinem Ausscheiden aus der Partidul Național Liberal gemeinsam mit Lascăr Catargiu und Gheorghe Vernescu die Liberal-Konservative Partei (Partidul Liberal Conservator), die sich mit den von Gheorghe Panu geführten Radikalen Partei zur Vereinigten Opposition (Opoziția Unită) gegen die von seinem Bruder Ion C. Brătianu geleiteten Regierung verband.
Dimitries ältester Sohn, Constantin Ion Brătianu (1844–1910), war Wissenschaftler und wurde General. Sein zweiter Sohn, Dan Dimitrie Brătianu (1866–1899), war ebenso Abgeordneter der Nationalliberalen Partei wie sein dritter Sohn Constantin Dimitrie Brătianu (1871–1934). Dimitries Neffe Constantin Ion Constantin Brătianu, ein weiterer Sohn von Ion C. Brătianu, war ebenso politisch aktiv wie dessen Brüder Ion I. C. Brătianu und Vintilă Brătianu bzw. Dimitries Großneffen Gheorghe Brătianu, ein Sohn von Ion I. C. Brătianu. Dimitries Enkel Bebe Brătianu (der Sohn von General Constantin Ion Brătianu) war bis 1947 letzter Generalsekretär der National-Liberalen Partei.